# Back to Shalla-Bal
Back to Shalla-Bal é uma canção de rock instrumental do guitarrista virtuoso Joe Satriani. Ela foi lançada com o álbum Flying in a Blue Dream, de 1989, e faz referência ao personagem Shalla-Bal, do Universo Marvel.
Em 1990 ela teve um bom desempenho na Billboard Hot Mainstream Rock Tracks, alcançando a 17a posição, ainda mais para uma canção instrumental. Além disso, em 1996, ela fez parte da trilha sonora do jogo eletrônico Formula 1, do Playstation 1.

## Créditos Musicais
Fonte:Guitar9.com
- Joe Satriani – guitarras, baixo, arranjo, produção
- Bongo Bob Smith – baterias e percussão

## Gravações
Abaixo encontra-se a tabela de onde a música é encontrada, e em qual versão.
| Ano  | Versão    | Álbum                                    | Formato        | Duração  |
| ---- | --------- | ---------------------------------------- | -------------- | -------- |
| 1989 | Estúdio   | Flying in a Blue Dream                   | CD             | 3:14 min |
| 2005 | Coletânea | One Big Rush: The Genius of Joe Satriani | Coletânea - CD | 3:16 min |

## Desempenho nas Paradas Musicais
| Ano  | Música             | Ranking                              | Posição | Ref.        |
| ---- | ------------------ | ------------------------------------ | ------- | ----------- |
| 1990 | Back to Shalla-Bal | Billboard Hot Mainstream Rock Tracks | #17     | [ 8 ] [ 5 ] |